# Saudiarabiens Grand Prix 2023
Saudiarabiens Grand Prix 2023, officiellt Formula 1 STC Saudi Arabian Grand Prix 2023, var ett Formel 1-lopp som kördes den 19 mars 2023 på Jeddah Corniche Circuit i Jeddah i Saudiarabien. Loppet var det andra racet ingående i Formel 1-säsongen 2023 och kördes över 50 varv.
Loppet vanns av Sergio Pérez.

## Ställning i mästerskapet före loppet
|        | Pos. | Förare           | Poäng |
| ------ | ---- | ---------------- | ----- |
|        | 1    | Max Verstappen   | 25    |
|        | 2    | Sergio Pérez     | 18    |
|        | 3    | Fernando Alonso  | 15    |
|        | 4    | Carlos Sainz Jr. | 12    |
|        | 5    | Lewis Hamilton   | 10    |
| Källa: |      |                  |       |

|        | Pos. | Konstruktör           | Poäng |
| ------ | ---- | --------------------- | ----- |
|        | 1    | Red Bull Racing-RBPT  | 43    |
|        | 2    | Aston Martin-Mercedes | 23    |
|        | 3    | Mercedes              | 16    |
|        | 4    | Ferrari               | 12    |
|        | 5    | Alfa Romeo-Ferrari    | 4     |
| Källa: |      |                       |       |

- Noter: Endast de fem första placeringarna är inkluderade för båda resultaten.

## Träningar
Tre fria träningar hölls innan kvalet, två på fredag och en på lördag eftermiddag.
Det första träningspasset slutade med att Red Bull Racings Max Verstappen satte den snabbaste tiden före sin teamkamrat Sergio Pérez och Aston Martins Fernando Alonso. I det andra träningspasset klättrade Alonso upp till andra plats bakom Verstappen och före Pérez. Det tredje och sista träningspasset slutade med Verstappen och Pérez i topp före de två Aston Martin-bilarna.

## Kvalet
| Pos.                    | Nr. | Förare           | Konstruktör                  | Kvaltider | Kvaltider | Kvaltider | Start- grid |
| Pos.                    | Nr. | Förare           | Konstruktör                  | Q1        | Q2        | Q3        | Start- grid |
| ----------------------- | --- | ---------------- | ---------------------------- | --------- | --------- | --------- | ----------- |
| 1                       | 11  | Sergio Pérez     | Red Bull Racing-Honda RBPT   | 1:29.244  | 1:28.635  | 1:28.265  | 1           |
| 2                       | 16  | Charles Leclerc  | Ferrari                      | 1:29.376  | 1:28.903  | 1:28.420  | 121         |
| 3                       | 14  | Fernando Alonso  | Aston Martin Aramco-Mercedes | 1:29.298  | 1:28.757  | 1:28.730  | 2           |
| 4                       | 63  | George Russell   | Mercedes                     | 1:29.592  | 1:29.132  | 1:28.857  | 3           |
| 5                       | 55  | Carlos Sainz Jr. | Ferrari                      | 1:29.411  | 1:28.957  | 1:28.931  | 4           |
| 6                       | 18  | Lance Stroll     | Aston Martin Aramco-Mercedes | 1:29.335  | 1:28.962  | 1:28.945  | 5           |
| 7                       | 31  | Esteban Ocon     | Alpine-Renault               | 1:29.707  | 1:29.255  | 1:29.078  | 6           |
| 8                       | 44  | Lewis Hamilton   | Mercedes                     | 1:29.689  | 1:29.374  | 1:29.223  | 7           |
| 9                       | 81  | Oscar Piastri    | McLaren-Mercedes             | 1:29.706  | 1:29.378  | 1:29.243  | 8           |
| 10                      | 10  | Pierre Gasly     | Alpine-Renault               | 1:29.890  | 1:29.411  | 1:29.357  | 9           |
| 11                      | 27  | Nico Hülkenberg  | Haas-Ferrari                 | 1:29.547  | 1:29.451  | N/A       | 10          |
| 12                      | 24  | Zhou Guanyu      | Alfa Romeo-Ferrari           | 1:29.654  | 1:29.461  | N/A       | 11          |
| 13                      | 20  | Kevin Magnussen  | Haas-Ferrari                 | 1:29.744  | 1:29.634  | N/A       | 13          |
| 14                      | 77  | Valtteri Bottas  | Alfa Romeo-Ferrari           | 1:29.929  | 1:29.668  | N/A       | 14          |
| 15                      | 1   | Max Verstappen   | Red Bull Racing-Honda RBPT   | 1:28.761  | 1:49.953  | N/A       | 15          |
| 16                      | 22  | Yuki Tsunoda     | Alpha Tauri-Honda RBPT       | 1:29.939  | N/A       | N/A       | 16          |
| 17                      | 23  | Alexander Albon  | Williams-Mercedes            | 1:29.994  | N/A       | N/A       | 17          |
| 18                      | 21  | Nyck de Vries    | Alpha Tauri-Honda RBPT       | 1:30.244  | N/A       | N/A       | 18          |
| 19                      | 4   | Lando Norris     | McLaren-Mercedes             | 1:30.447  | N/A       | N/A       | 19          |
| 107 %-gränsen: 1:34.974 |     |                  |                              |           |           |           |             |
| —                       | 2   | Logan Sargeant   | Williams-Mercedes            | 2:08.510  | N/A       | N/A       | 202         |
| Source:                 |     |                  |                              |           |           |           |             |